# Pieve di Bono
Pieve di Bono es una localidad italiana situada en el municipio de Pieve di Bonno-Prezzo, en la provincia autónoma de Trento.
Fue un municipio independiente hasta su disolución en el año 2016,

## Evolución demográfica
| Gráfica de evolución demográfica de Pieve di Bono entre 1861 y 2015 |
|                                                                     |
| Fuente: ISTAT - Elaboración gráfica de Wikipedia                    |